# كأس الخليج للأندية 1989
كأس الخليج للأندية 1989  هو موسم من كأس الخليج للأندية. شارك فيه  5  فريقاً، وفاز فيه نادي فنجاء.